# Хазова Ірина Вікторівна
Ірина Вікторівна Хазова (рос. Ирина Викторовна Хазова, 20 березня 1984) — російська лижниця, призер Олімпійських ігор.
Ірина Хазова розпочала змагатися на міжнародному рівні в 2003. У 2007 вона була дискваліфікована на два роки за вживання заборонених препаратів. Повернувшись після дискваліфікації, Хазова взяла участь в Олімпіаді у Ванкувері й здобула
бронзову медаль у командному спринті разом із Наталією Коростельовою.